# Bianchi (Unternehmen)

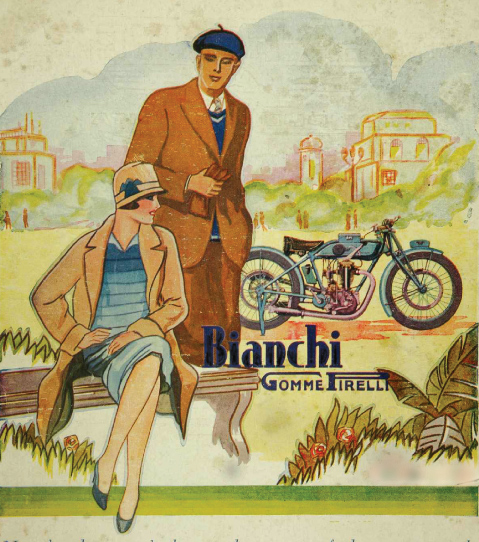
Bianchi Motorradwerbung 1928

Bianchi ist ein 1885 in Italien gegründeter Fahrzeughersteller, der seit 1997 in schwedischem Besitz ist. Bianchi gehörte zu den Pionieren der Fahrrad-, Motorrad- und Automobilherstellung.
Untrennbar mit Bianchi verbunden ist der Farbton Celeste, ein helles Grünblau. Viele Fahrradrahmen der Marke werden in dieser Farbe lackiert, auch die Trikots der Profiteams sind in Celeste gefärbt. Auf Deutsch bedeutet Celeste himmlisch. Mit Bianchi-Rädern fuhren viele bedeutende Radrennfahrer, beispielsweise Fausto Coppi und Jan Ullrich. Weiteres zu Bianchi im Profi-Radsport siehe Bianchi (Radsportteam).
Neben Modellen für Spitzensportler fertigt Bianchi auch Fahrräder für den Massenmarkt an. Es werden neben Rennrädern auch Triathlonräder und Mountainbikes gebaut. Die Fahrräder des Fahrzeugherstellers Ducati werden bei Bianchi gefertigt.

## Geschichte

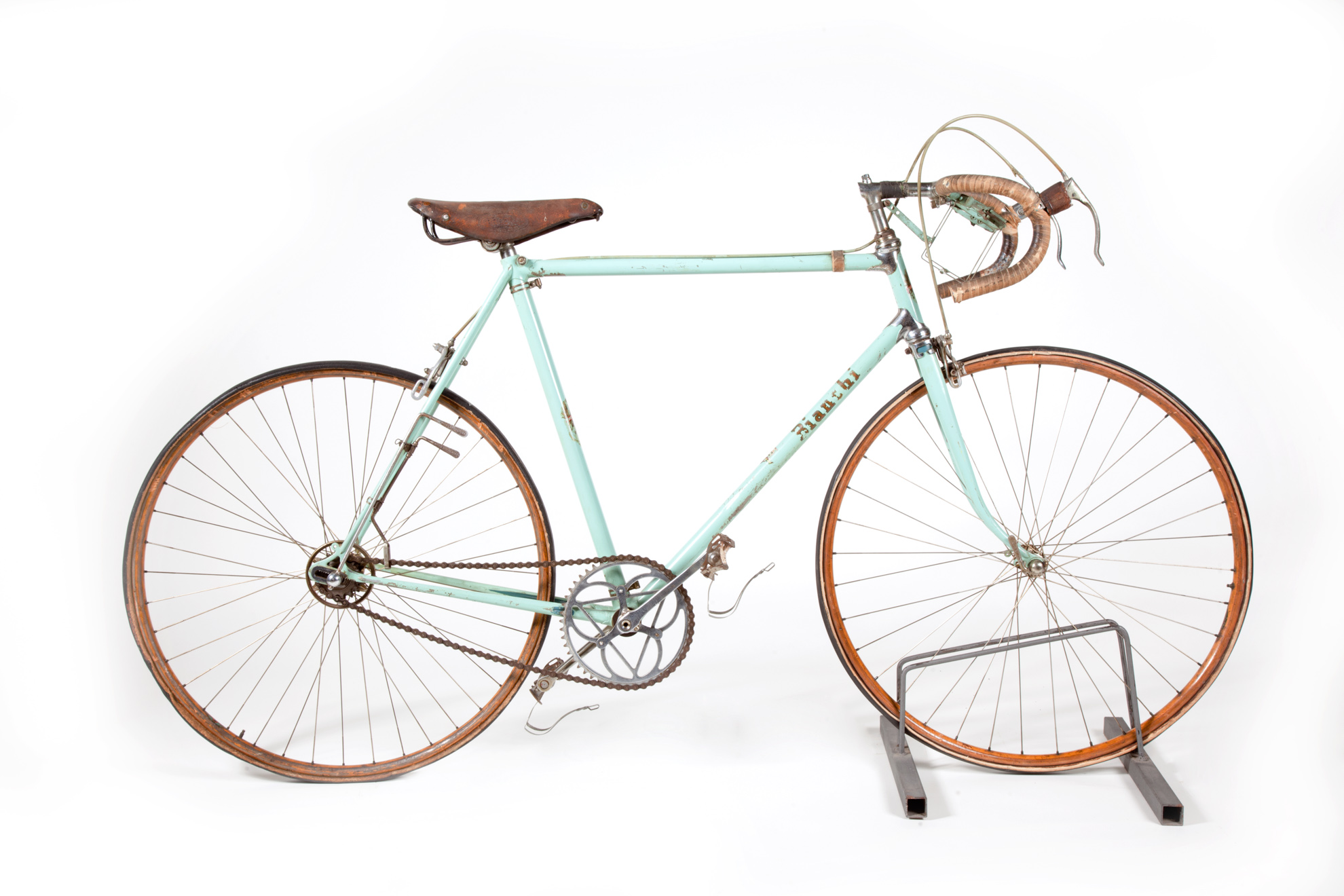
Bianchi-Rennrad aus dem Zeitraum 1950–1952 im Museo nazionale della scienza e della tecnologia Leonardo da Vinci, Mailand

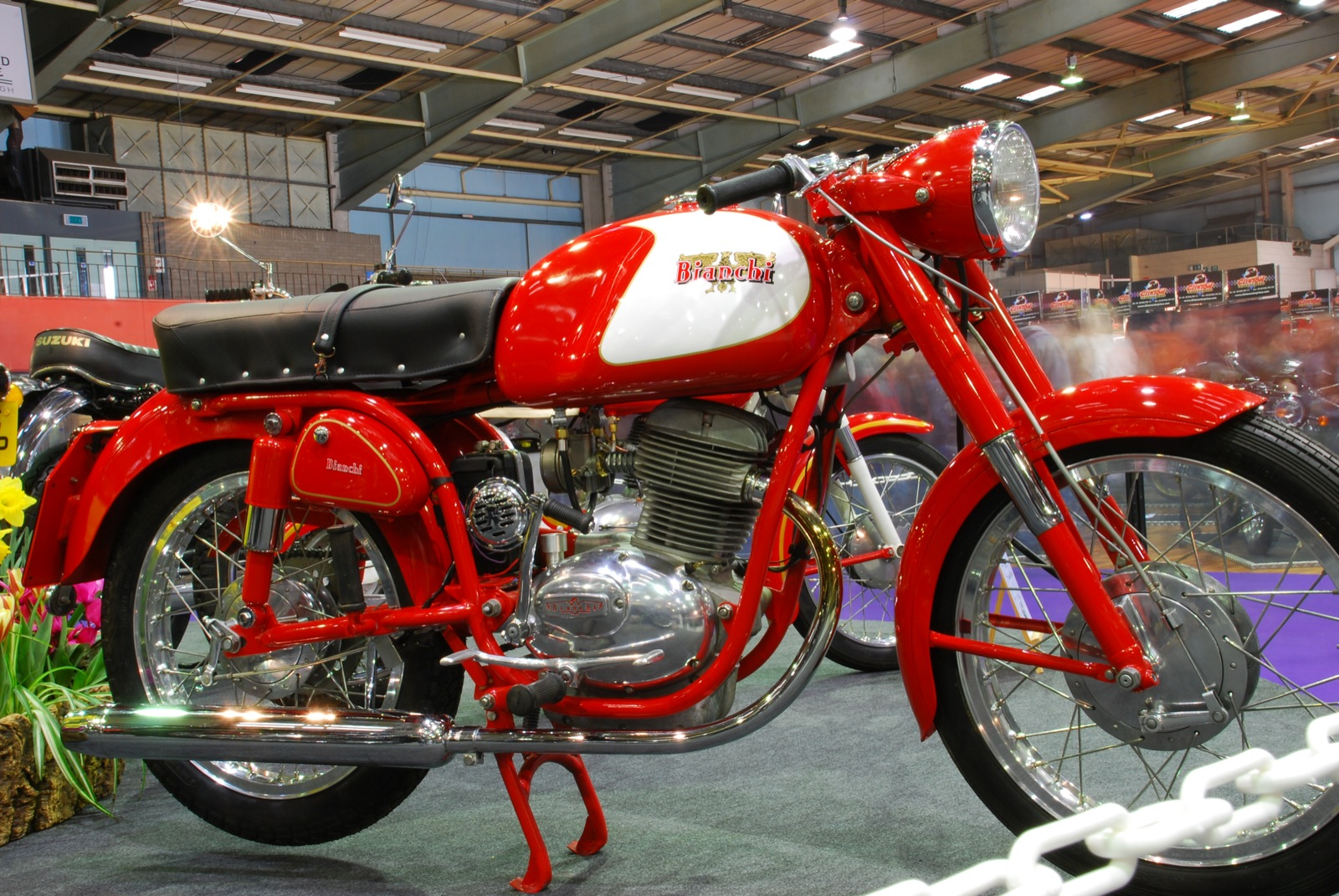
Bianchi Bernina 125 von 1960

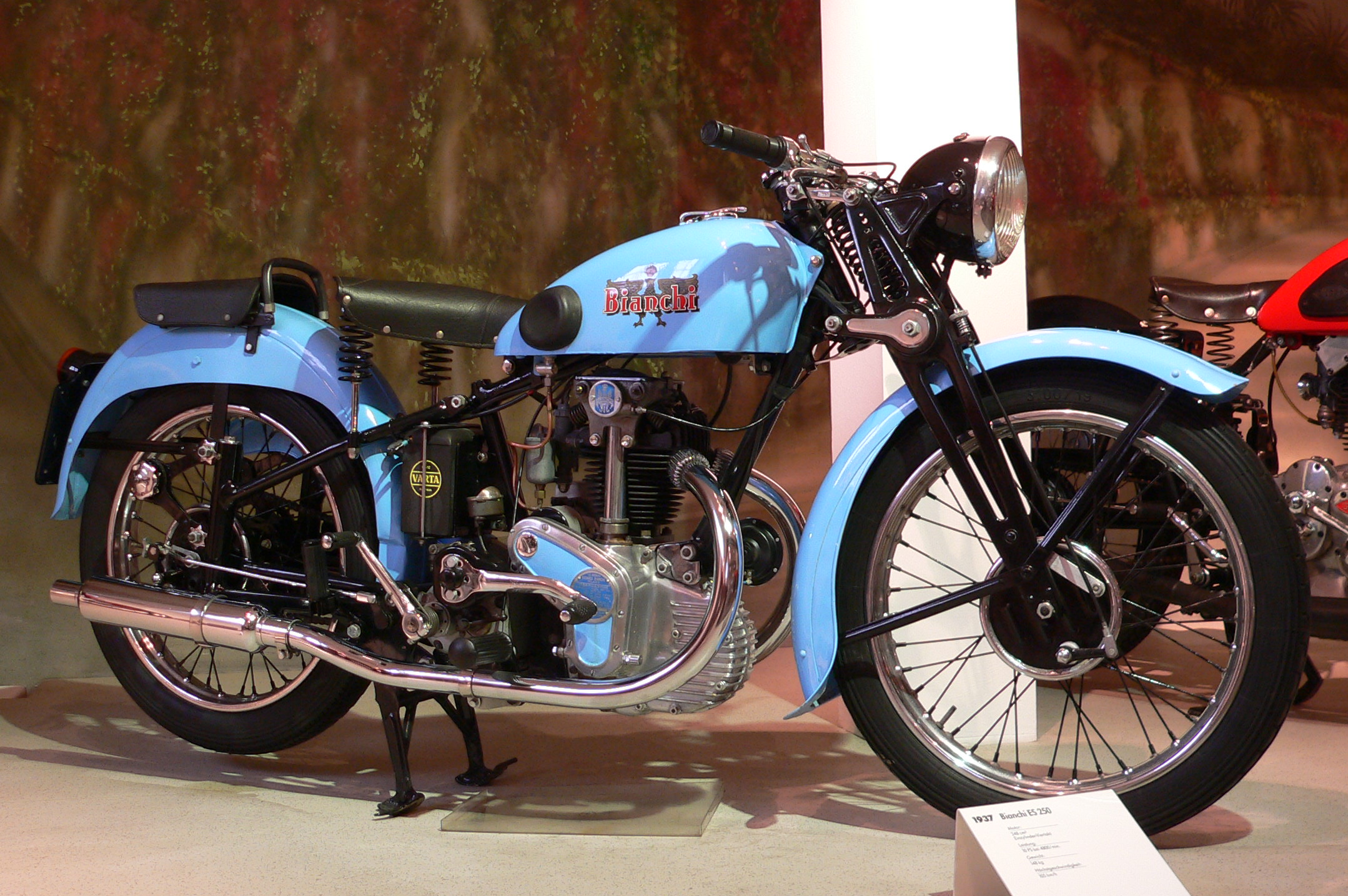
Bianchi ES 250 von 1937

Namensaktie der Edoardo Bianchi SpA vom 10. Dezember 1962

Edoardo Bianchi eröffnete 1885 ein eigenes Geschäft an der Via Nirone in Mailand. Zunächst reparierte er Fahrräder, dann stellte er selber welche her und auf Bestellung auch andere Geräte wie chirurgische Instrumente und Rollstühle für Behinderte.
Eine seiner ersten Entwicklungen war die Verkleinerung des Vorderrades und die Nutzung der vom Franzosen Vincent erfundenen Kette, um die Pedalhöhe zu verringern. Damit schuf er ein sicheres und modernes Fahrrad. Es war gegenüber den Vorgängern wesentlich einfacher zu fahren, da die Balance einfacher zu halten war. Er verbesserte das Fahrrad weiter und entwickelte eine Konstruktion mit fast gleich großen Rädern. 1888 stellte er das erste Fahrrad mit Dunlop-Reifen her.
1888 zog Bianchi in ein größeres Geschäft an der Via Bertani. Es kam zu Kontakten zu John Boyd Dunlop und Giovanni Battista Pirelli, woraufhin Luftreifen als Fahrradbereifung eingeführt wurden.
Bereits 1890 war der nächste Umzug in größere Räume an der Via Borghetto notwendig. Hier begann die Serienfertigung.
1895 baute er das erste Damen-Fahrrad für die Königin Margarethe von Italien. Gleichzeitig begann er seine Fahrräder bei Sportveranstaltungen einzusetzen, um so neue technische Entwicklungen zu testen.
1897 begannen Tests mit einem Fahrrad mit Hilfsmotor. Ein Einbaumotor von De Dion-Bouton war vor dem Fahrradlenker montiert und trieb das Vorderrad an.
1899 folgten ein Motordreirad nach Art des De-Dion-Bouton-Motordreirads, ein Quadricycle und das erste richtige Auto.

Frühe Motorfahrzeuge von Bianchi
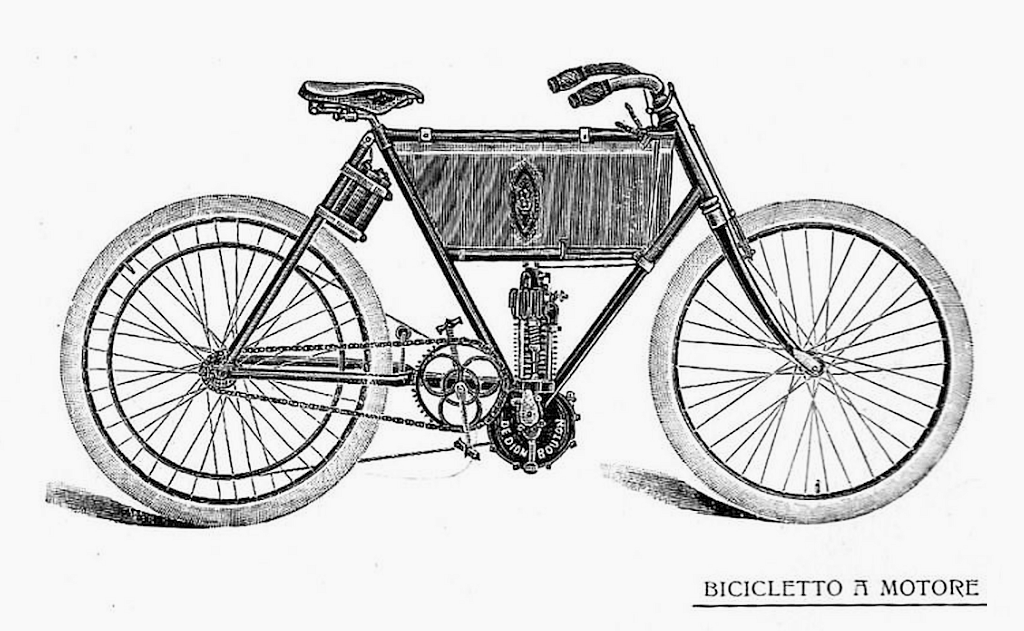
Bianchi Biciciletto a Motore
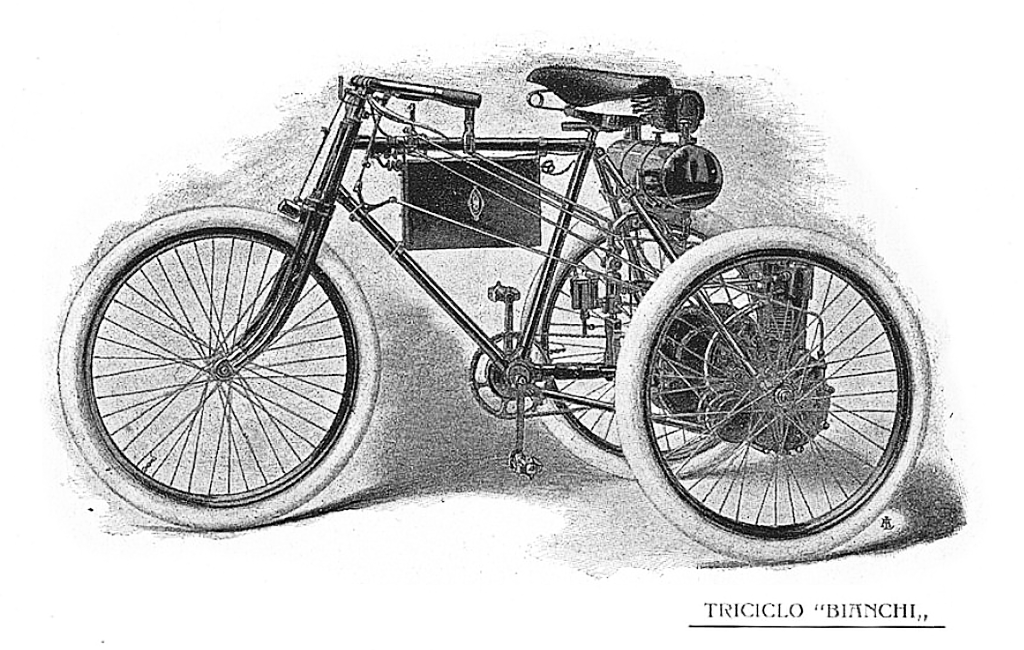
Bianchi Triciclo
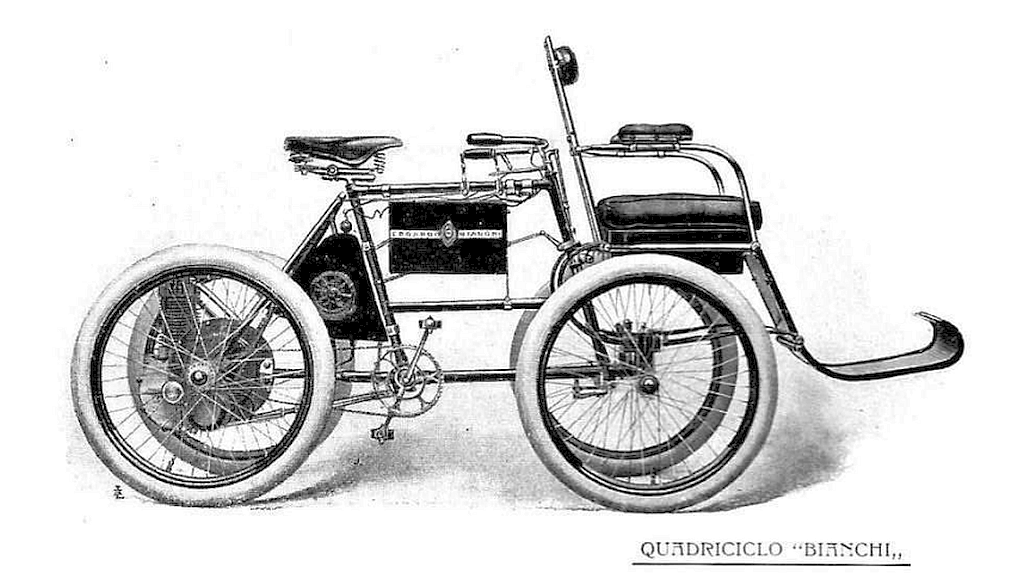
Bianchi Quadriciclo

Aufgrund der steigenden Abflusszahlen insbesondere der Fahrräder wurde 1900 der Bau eines neuen Werks an der Via Nino Bixio begonnen, das 1902 bezogen wurde.
Die Produktionszahlen der Personenkraftwagen waren von 1900 bis 1904 zweistellig und bis 1910 dreistellig.
1905 kam es zur Umfirmierung in Fabbrica di automobili e velocipedi Edoardo Bianchi & C. Das Grundkapital betrug 800.000 Lire. Edoardo Bianchi leitete es weiterhin. Mario Marcora und Tommaselli standen ihm zur Seite. Ein weiteres Werk an der Via Paolo Frisi kam dazu. Außerdem wird die Viale Abruzzi genannt.
Im Februar 1906 wurde das Kapital auf 1.500.000 Lire erhöht. Am 8. Oktober 1907 wurde das Unternehmen in eine Aktiengesellschaft umgewandelt. Dazu wurde das bisherige Kapital halbiert und neue Aktien ausgegeben. Am 1. Dezember 1907 wurde dieser Vorgang beim Mailänder Gericht eingetragen. Der Konstrukteur Giuseppe Merosi war von 1906 bis 1909 für Bianchi tätig.
In dem Jahr gab es einen hohen Verlust. In der Folge wurden weder 1908 noch 1909 Dividenden gezahlt.
1910 gab es wieder einen Buchgewinn. Das Gleiche wiederholte sich 1912 und 1913. Im letztgenannten Jahr wurde das Werk an der Viale Abruzzi zur Karosserieabteilung ausgebaut.
1914 betrug die Jahresproduktion 45.000 Fahrräder, 1.500 Motorräder und 1.000 Autos. Mit dem Ersten Weltkrieg wurde auch der Bau von Nutzfahrzeugen für die Armee ausgebaut. Für die Nutzfahrzeugproduktion war bereits 1906 die Gesellschaft Società Bianchi Camions Automobili in Brescia gegründet worden, die allerdings nur bis 1908 bestand, bevor die Produktion 1910 in Mailand wieder aufgenommen wurde.
1915 schuf Bianchi ein Fahrrad für die königliche leichte Infanterie, die Bersaglieri, mit breiteren Reifen, einem Klapprahmen und Vollfederung. Mit dem wirtschaftlichen Aufstieg des Unternehmens kamen auch immer mehr sportliche Erfolge. Der erste große Name, der mit der Marke Bianchi verbunden wird, ist der von Costante Girardengo.
1935 war Bianchi mit einer Jahresproduktion von 70.000 Fahrrädern Marktführer in Italien. Mit den Erfolgen von Fausto Coppi fand die Siegesserie von Girardengo eine Fortsetzung.
Im Zweiten Weltkrieg wurde das Werk durch Bomben zerstört. Als es 1946 gerade wieder instand gesetzt war und die Produktion wieder aufgenommen worden war, kam Edoardo Bianchi bei einem Autounfall ums Leben. Als Kraftfahrzeug-Hersteller konnte sich die Firma Bianchi nicht mehr am Markt behaupten, was 1955 zur Kooperation mit Fiat unter der Marke Autobianchi führte.
1958 schrieb das italienische Militär ein Motorrad aus. Bianchi erhielt überraschenderweise den Zuschlag und fertigte ca. 4.500 Stück der Militärmaschine MT61. Die Konzeption des Motorrades ist eigentlich ein Urtyp einer heutigen Enduro. Es hatte einen Motor mit 318 cm³ und 10 PS. Durch den gekapselten Vergaser und den hochgezogenen Auspuff sind sogar kleine Flussdurchfahrten möglich. 1967 wurde die Motorradproduktion eingestellt.
1980 verlor Bianchi seine Eigenständigkeit und wurde Teil der Unternehmensgruppe Piaggio.
1982 führte Bianchi BMX-Räder auf dem europäischen Markt ein. 1984 wurde gemeinsam mit Bianchi USA das erste Mountainbike angeboten. 1987 übernahm Bianchi die österreichische Marke Puch. 1990 entstand mit dem Bianchi Spillo der Prototyp eines modernen Stadtrades.
Seit 1997 ist Bianchi Teil der schwedischen Unternehmensgruppe Cycleurope AB. Zu dieser gehören Fahrradwerke in Dänemark, Frankreich, Italien und Schweden. Sie ist ihrerseits Teil der Unternehmensgruppe Grimaldi Industri AB die von Salvatore Grimaldi in Schweden gegründet wurde und dort ihren Sitz hat.

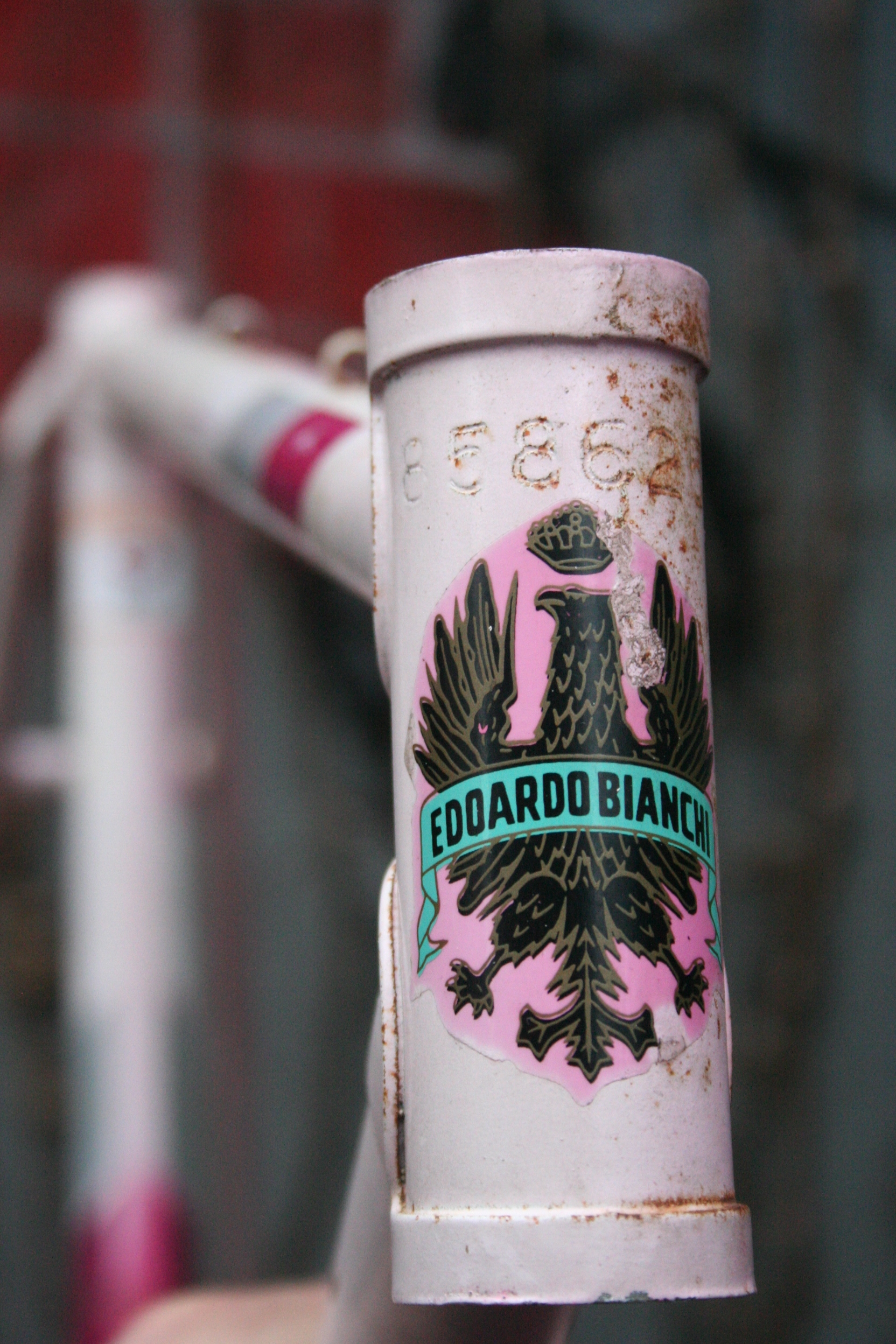
Bianchi-Logo und Rahmenummer auf einem Rennradrahmen
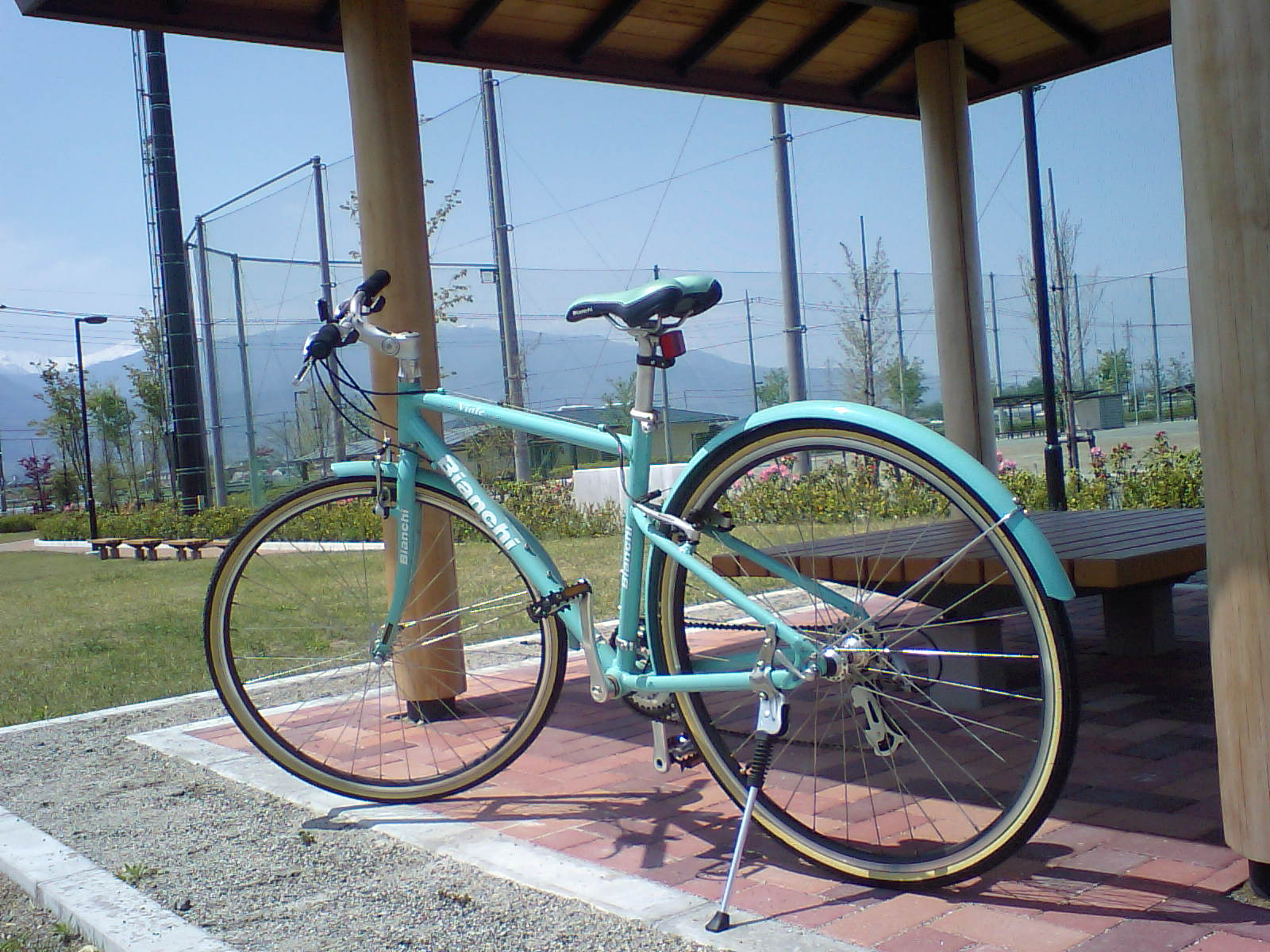
Ein Fahrrad von Bianchi im typischen Farbton Celeste
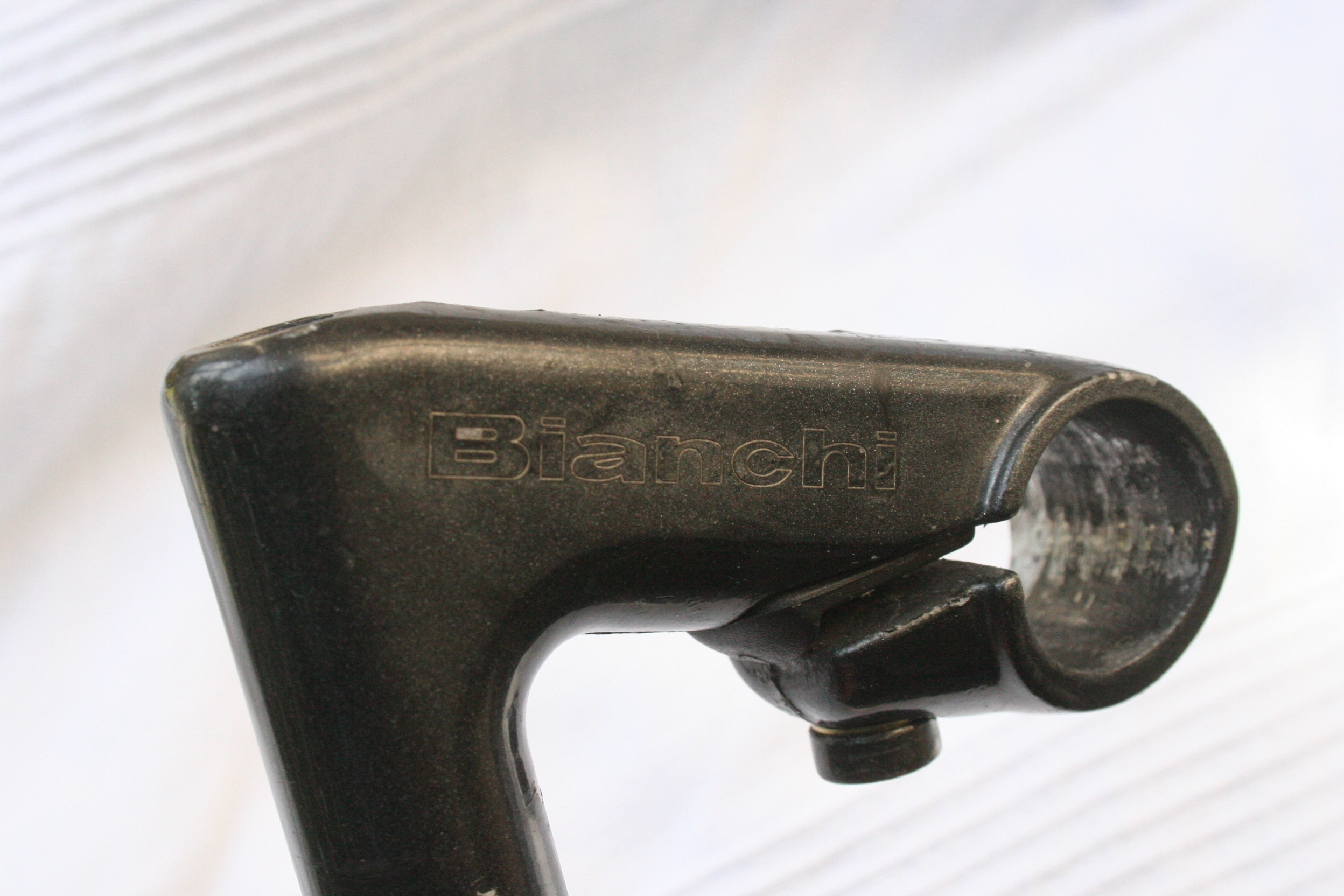
Bianchi-Vorbau
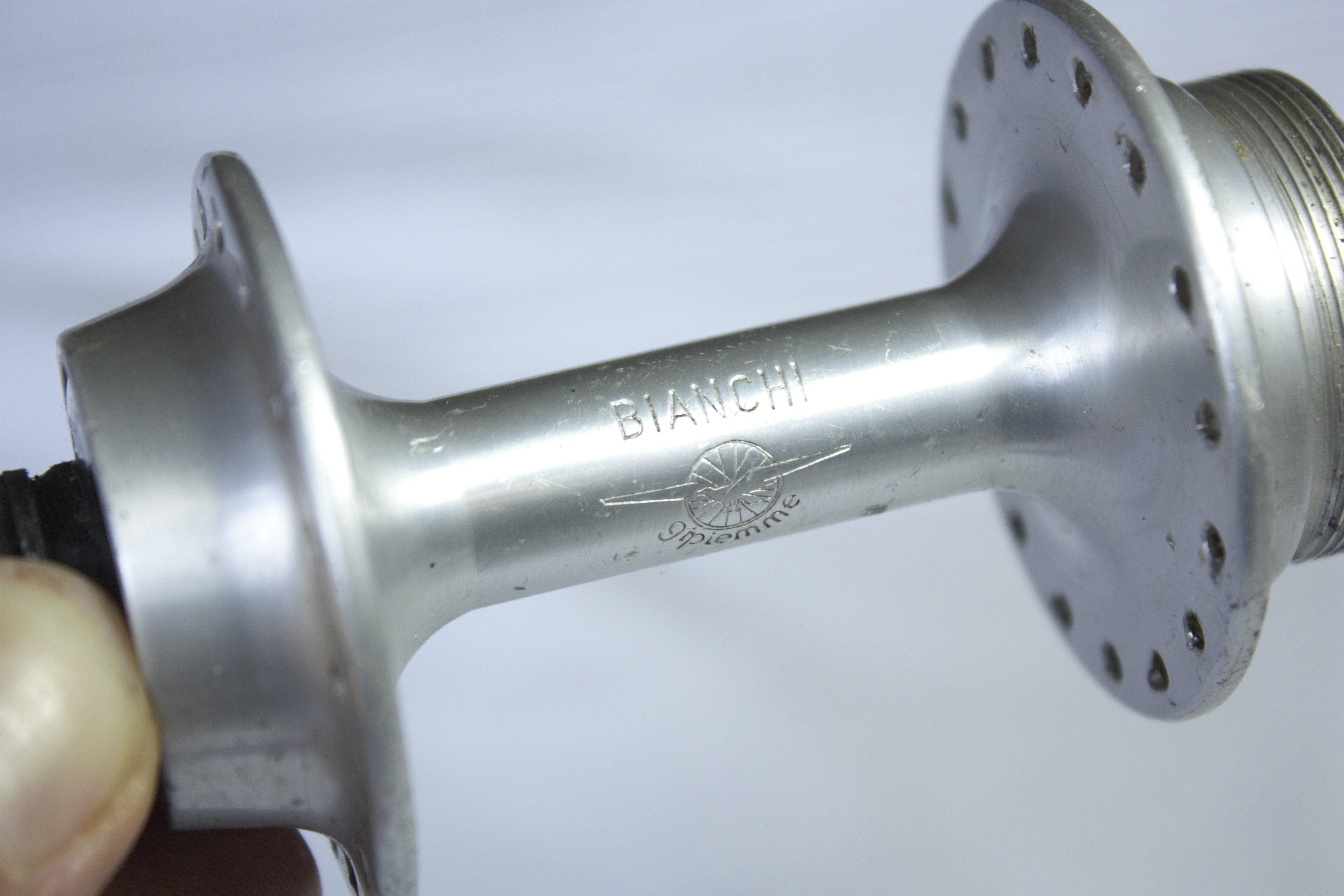
Gipiemme-Bianchi-Hinterradnabe
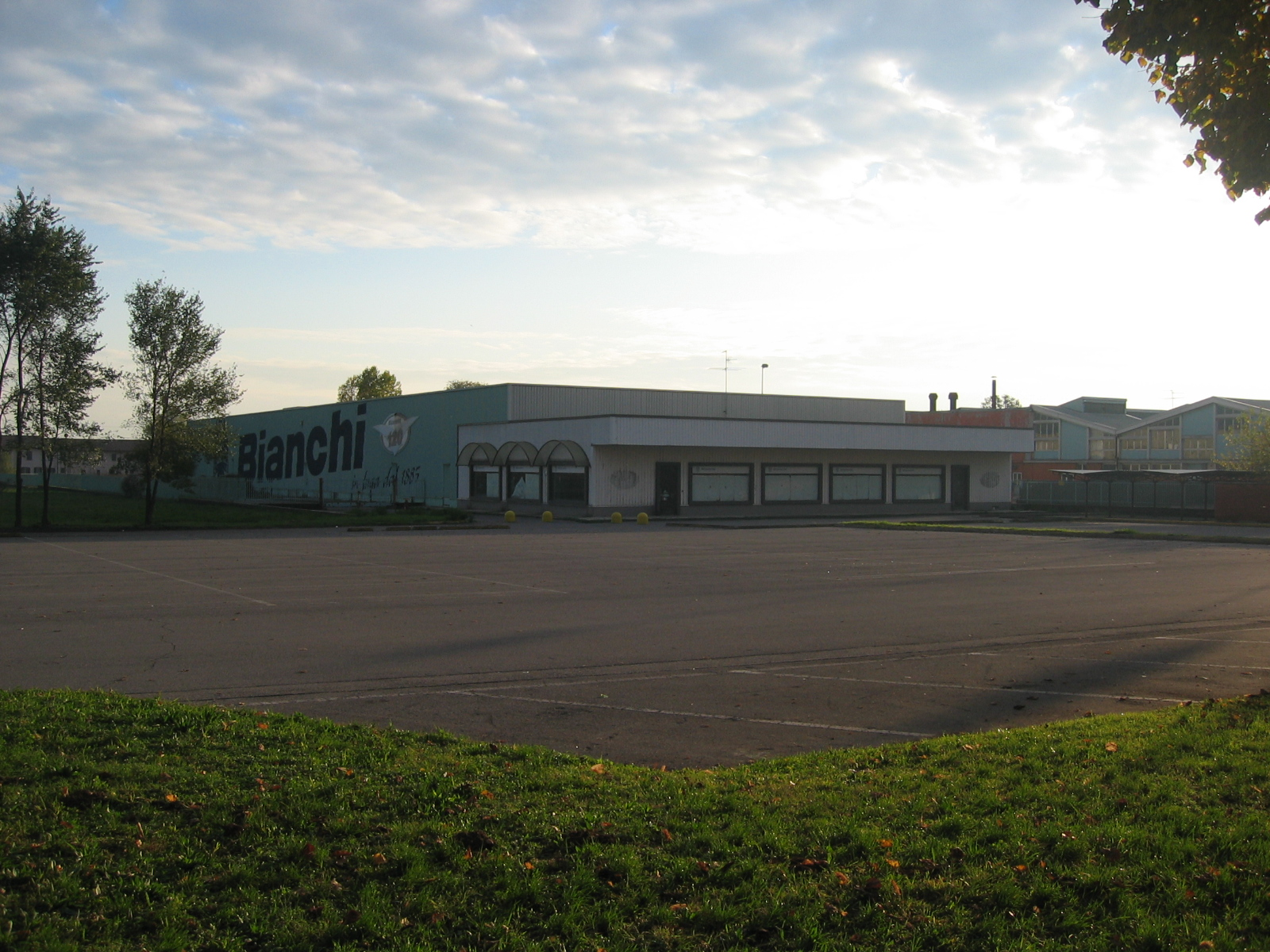
Produktionsstätte in Treviglio

## Bianchi-Celeste als Corporate Design
Die Rahmen der Fahrräder und Rennräder werden in der Markenfarbe Celeste lackiert und so vertrieben. Diese „Bianchi-Farbe“ ist dem Namen nach ein Himmelblauton. Das als CI genutzte italienisch celeste ‚himmlisch‘ verweist auf diesen Farbton des hellen Blaus am Himmel, womit kein Azurblau gemeint war. Über Herkunft von Name und Farbton bestehen verschiedene Aussagen. Eine Theorie besagt, dass der Lack aus Überbeständen der italienischen Armee stammte. Als Edoardo Bianchi in den frühen 1890er Königin Margherita das Radfahren lehrte, nahm er anschließend die Augenfarbe als Vorlage für die Lackierungen. Der Herausgeber des Rouleur magazine Guy Andrews meint, dass der Farbton den Mailänder Himmel reflektiert. Zum Corporate Image der Firma gehören auch die Logos und Schriftzüge im Farbton celeste. Der Farbton celeste wird regelmäßig zur Lackierung von Fahrradrahmen und besonders der Rennräder genutzt. Für andere Produkte von Bianchi wurde zeitweise davon abgewichen. Allerdings hat sich der Farbton, in dem die Rennräder lackiert wurden, im Laufe der langen Firmengeschichte leicht geändert. Insbesondere änderten sich im 20. Jahrhundert die Lackierverfahren. Der originale Farbton gibt dadurch (wohl) Auskunft zum Produktionsjahr. Als Normfarbe gibt es (sicher) einen Firmenstandard bei Bianchi. Eine Angabe von Musterfarben nach RAL, Pantone oder anderen Farbkatalogen ist ungeeignet. Daher ist für das Nachlackieren eine farbmetrische Farbanpassung nötig.

## Motorräder
Die Motorradproduktion lief von 1897 bis 1967. Die ersten Motorräder hatten Einzylindermotoren und Zweizylinder-V-Motoren.
1903 wurde ein Motor in einen verstärkten Fahrradrahmen eingebaut. Für 1910 ist ein Einzylindermotor mit 498 cm³ Hubraum überliefert. 1916 war es ein V2 mit 650 cm³ Hubraum, der 1920 auf 741 cm³ vergrößert wurde. 1921 folgten ein kleinerer V2 mit 598 cm³ Hubraum und ein Einzylindermotor mit 498 cm³ Hubraum. 1923 ergänzte ein Einzylinder mit seitlichen Ventilen und 348 cm³ Hubraum das Sortiment, das außerdem einen V2 mit 498 und 598 cm³ Hubraum umfasste. 1924 kam ein Einzylindermotor mit 173 cm³ Hubraum dazu.
Vor dem Zweiten Weltkrieg waren es Einzylindermotoren mit OHV-Ventilsteuerung und 248 bis 498 cm³ Hubraum. Danach waren es überwiegend Zweitakt- und selten Viertaktmotoren mit 48 bis 248 cm³ Hubraum.
Die Rennmotorräder der Zeit von 1925 bis 1930 hatten Einzylindermotoren mit OHV-Ventilsteuerung, zwei Nockenwellen und 348 cm³ Hubraum. Fahrer waren Achille Varzi, Tazio Nuvolari, Amilcare Moretti und Gino Zanchetta. Zehn Jahre später waren es Einzylindermotoren mit OHC-Ventilsteuerung und 498 cm³ Hubraum, gefahren von Alberto Ascari, Guido Cerato, Arthur Bizzozero, Carlo Fumagalli und Amilcare Moretti. Für die 1960er Jahre sind Zweizylindermotoren mit 348 und 498 cm³ überliefert.

## Personenkraftwagen

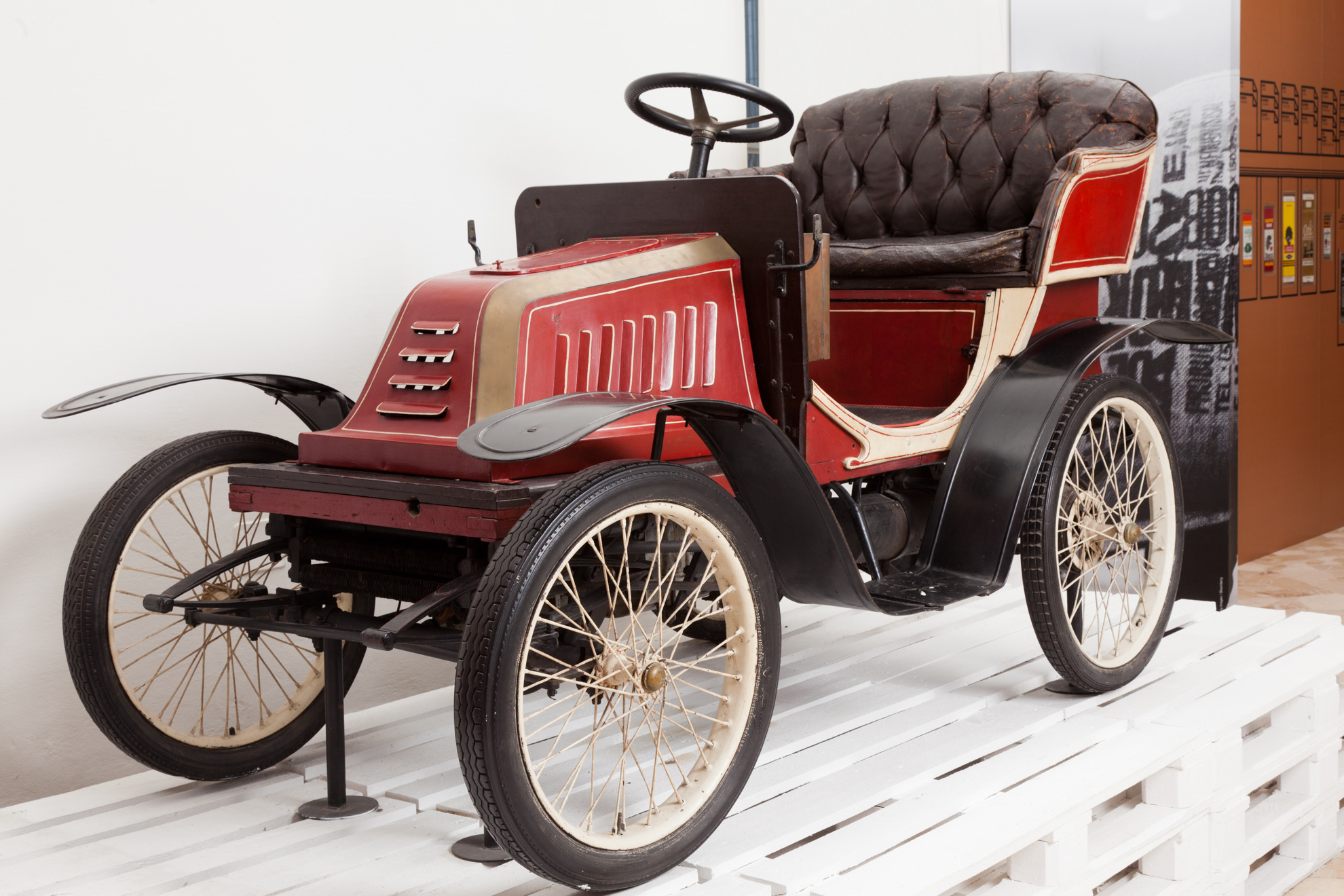
Bianchi 8 HP

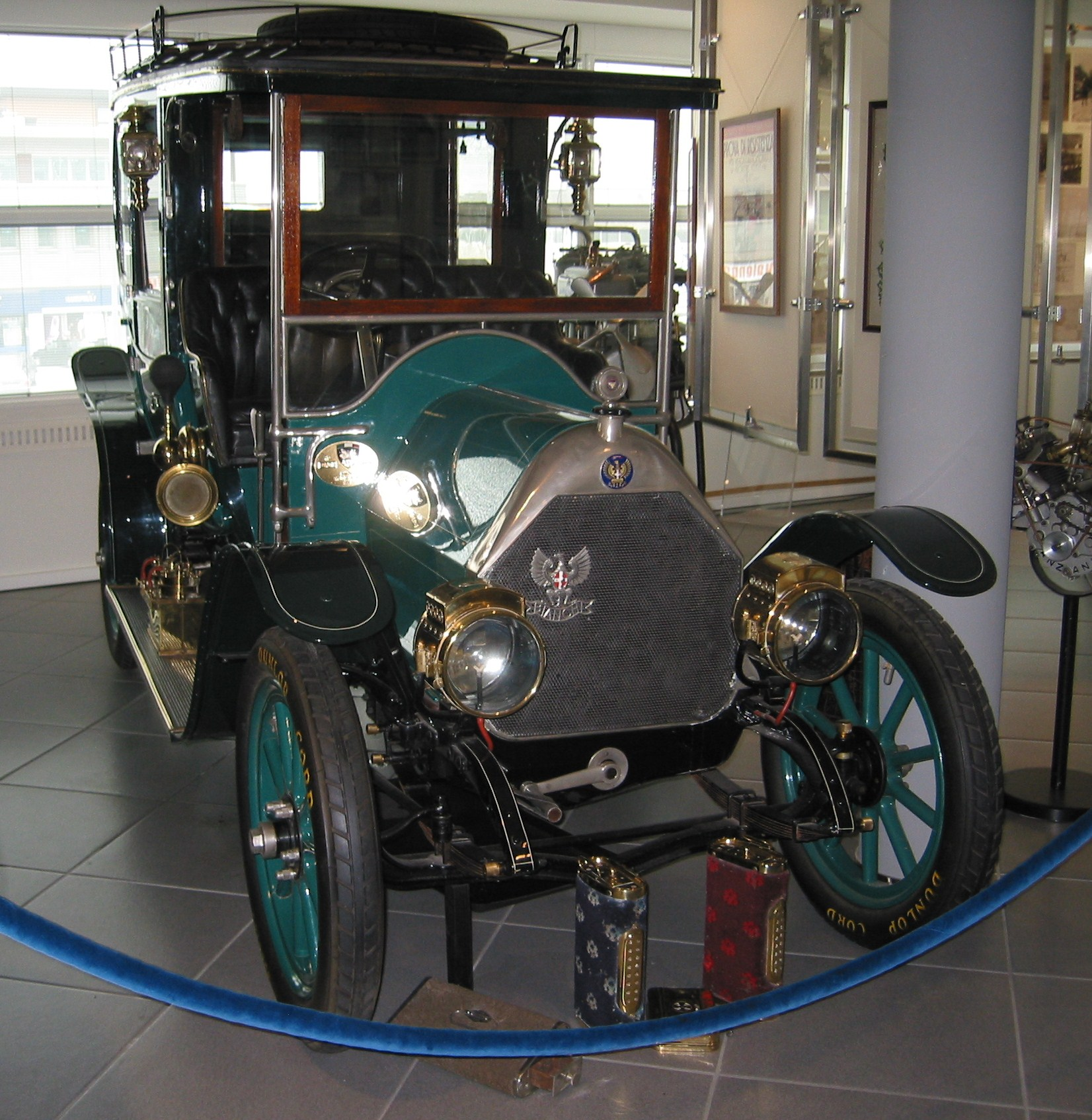
Bianchi Tipo C von 1909

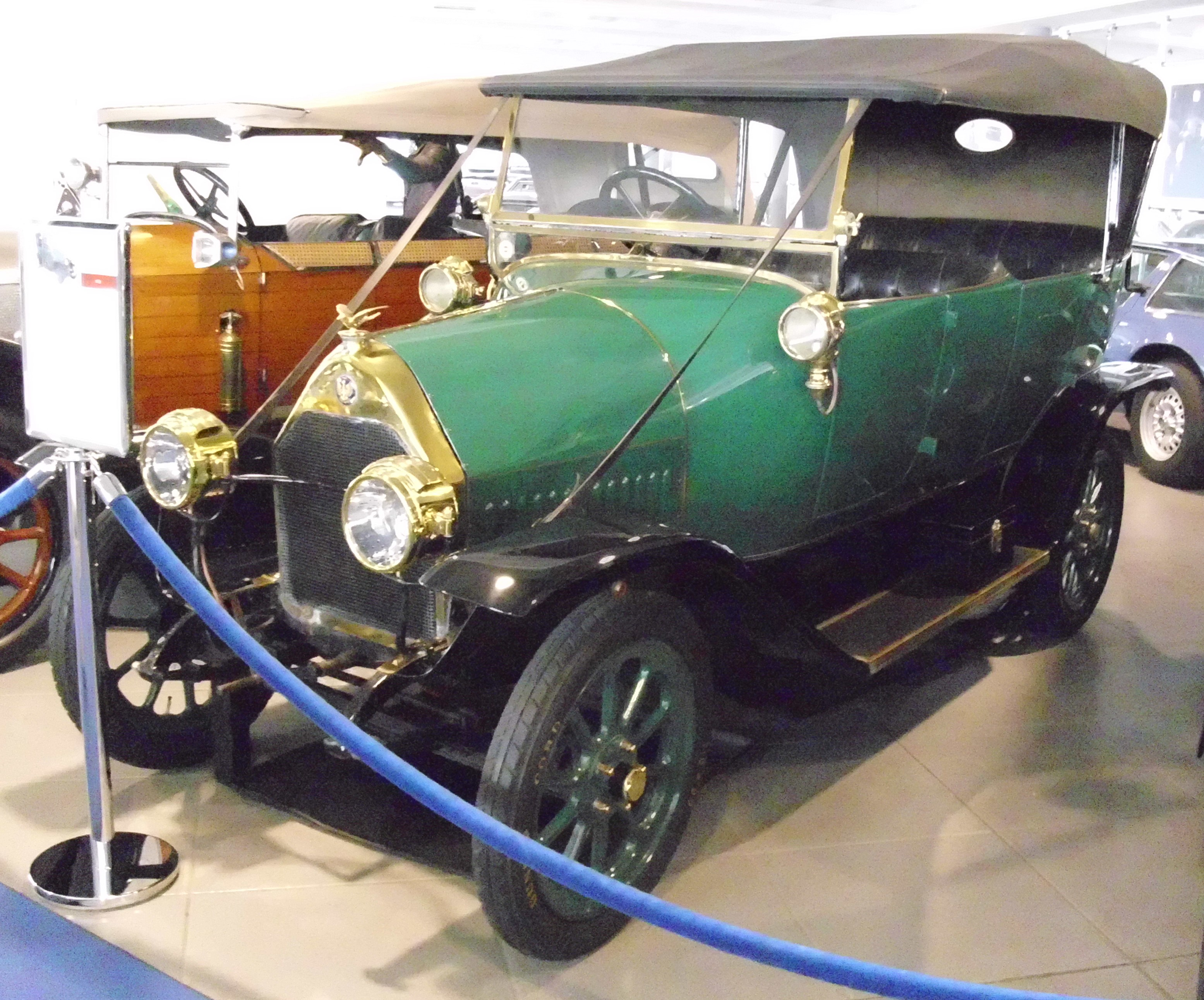
Bianchi Tipo S von 1915

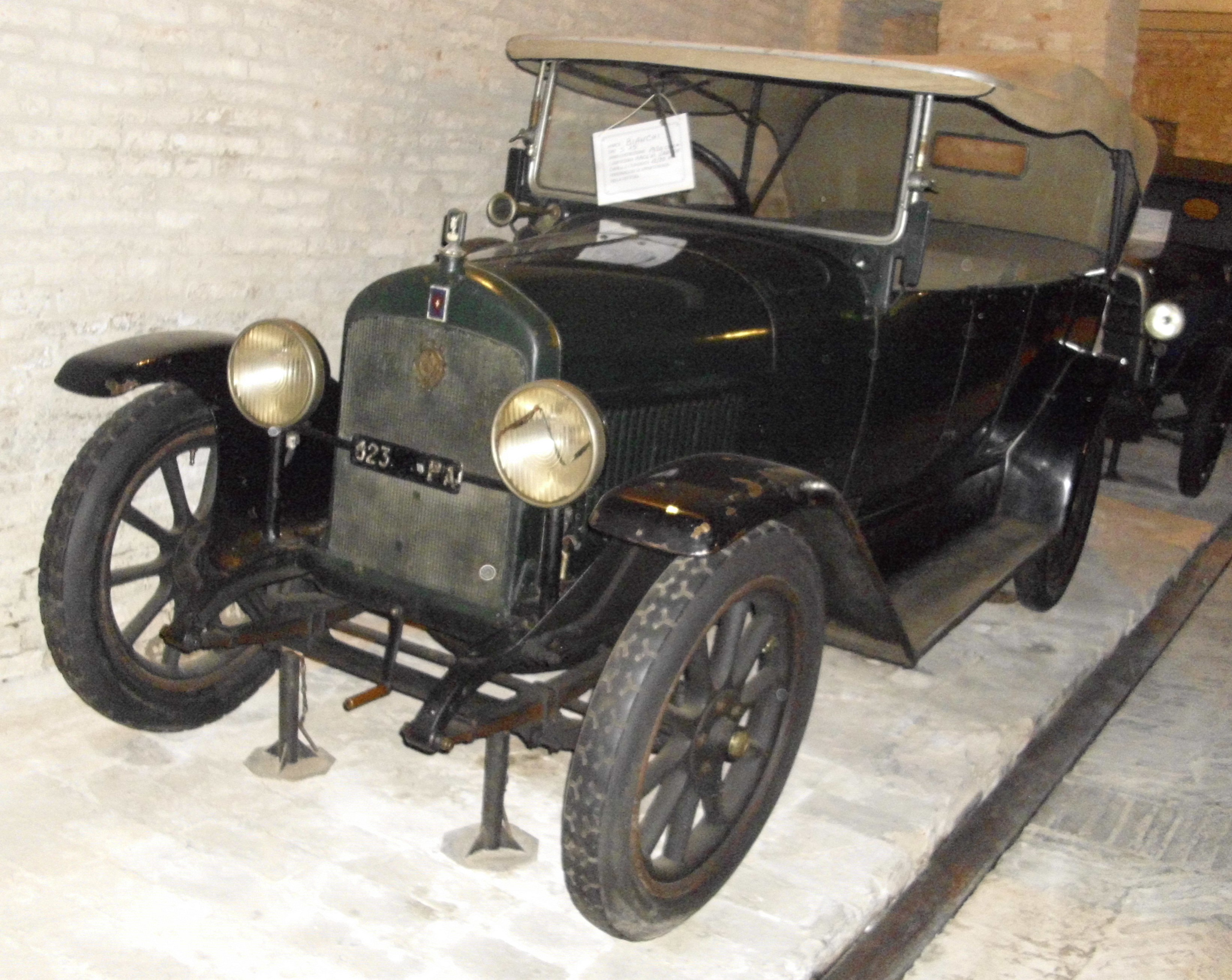
Bianchi Tipo 15 von 1920

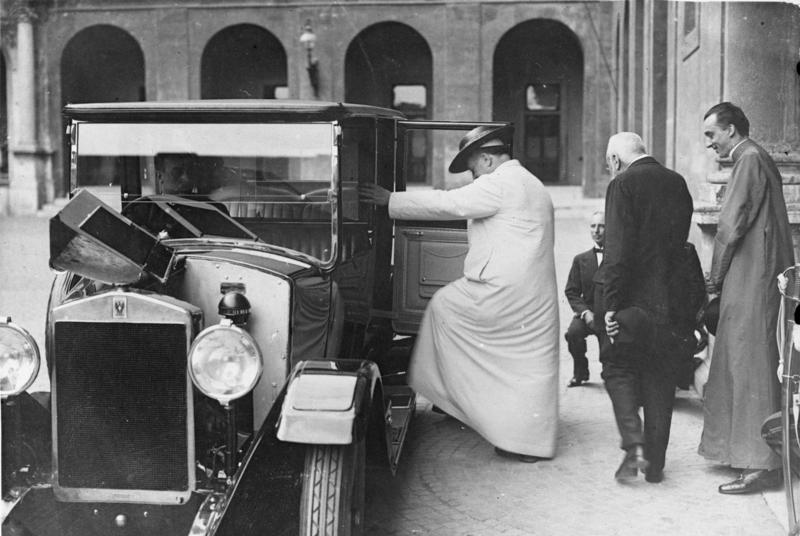
Bianchi Tipo 20

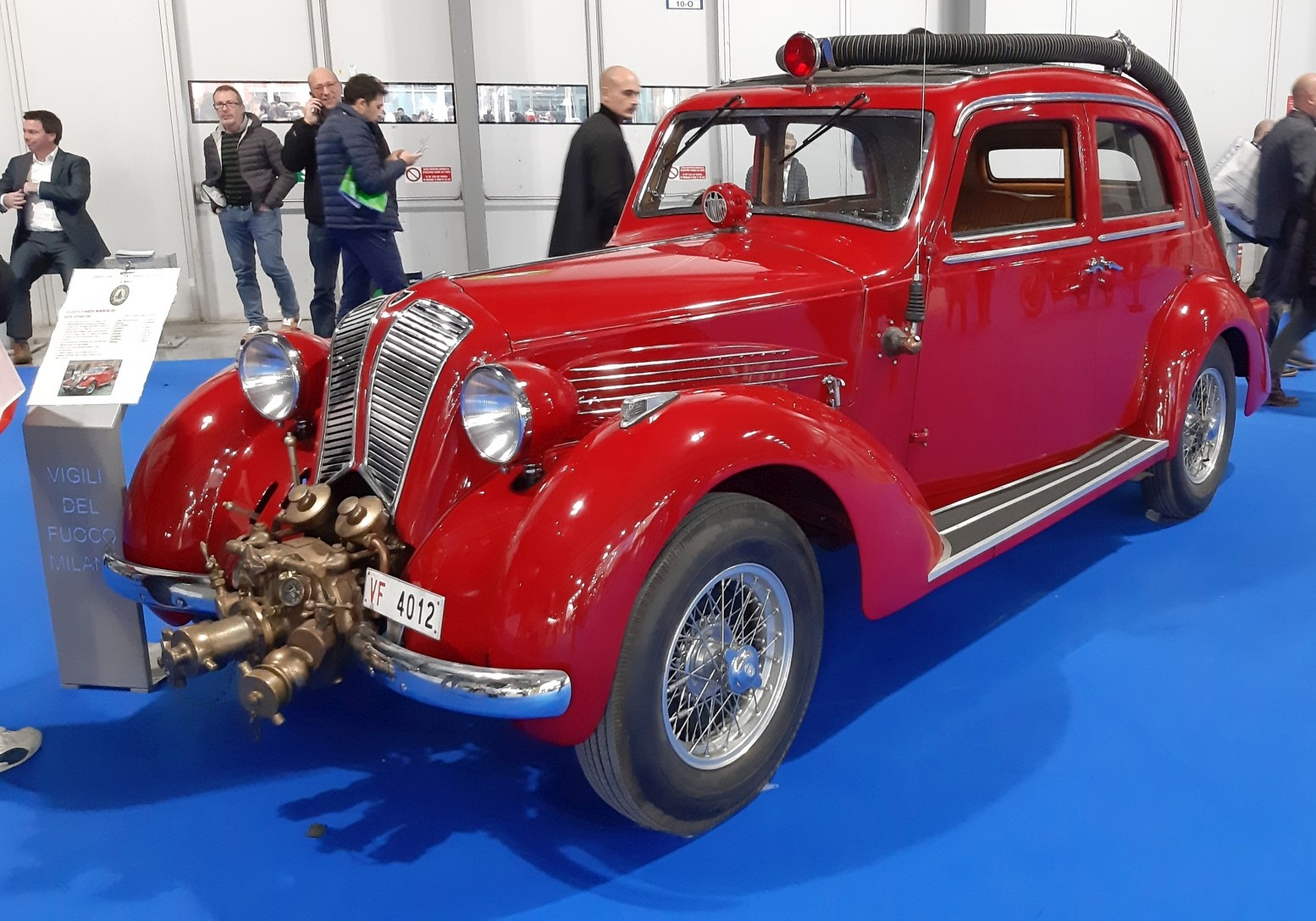
Bianchi S 9

1899 erschienen mit dem Bianchi Triciclo ein Motordreirad, mit dem Bianchi Quadriciclo ein davon abgeleitetes Quadricycle und mit dem Bianchi 2 ¼ HP das erste richtige Auto.
1900 gab es 4 HP und 4 ½ HP. 1901 erschien der 8 HP, von dem ein Fahrzeug erhalten geblieben ist.
Der Verkaufskatalog von 1902 umfasste neben Triciclo, Quadriciclo, 4 ½ HP und 8 HP noch 6 HP, 6 ½ HP, 10 HP, 16 HP und 20 HP.
1903 erschien der 12 HP, 1905 der 16-24 HP und 1906 die 16/22 HP und 24/40 HP.
Ebenfalls 1906 wurden gleich drei Modelle eingeführt, deren Modellbezeichnung Tipo beinhalteten und die mehrere Jahre im Sortiment blieben. Dies waren Tipo C, Tipo D und Tipo G.
Für 1907 sind ein 15 HP, ein 20/30 HP für den Vertrieb in Großbritannien und der Rennwagen 120 HP überliefert. Ab 1908 wurde in Großbritannien der 70 HP angeboten. Dazu erschienen Tipo A und Tipo E.
1913 wurde in Großbritannien ein 30/35 HP angeboten.
1914 erschienen der Tipo M für das Militär und der kleine Tipo S. 1916 ergänzte der Tipo B als zivile Ausführung des Tipo M das Angebot.
Nach dem Ersten Weltkrieg erschienen Tipo 12 und Tipo 15 mit einem Einheitsfahrgestell und dem gleichen Motor. Die Nachfolger dieser kleinen Modellreihe waren Tipo 16 ab 1923, S 4 ab 1924, dessen Variante Tipo 84 ab 1925, S 5 ab 1928 und S 9 ab 1934.
Etwas größer waren der Tipo 18 ab 1922 und Tipo 20 ab 1924. Außerdem gab es 1922 mit dem Due litri erneut einen Rennwagen.
1927 versuchte Bianchi, mit dem Achtzylindermodell V 3-S 7 in den gehobenen Markt vorzudringen. 1929 folgte der S 8. Der Erfolg blieb gering.
Spätestens 1938 erschien der S 6 mit einem Sechszylindermotor. Ab 1938 gab es dazu die Militärversion VM 6 C.
| Bauzeit   | Modell      | Zylinder | Bohrung (mm) | Hub (mm) | Hubraum (cm³)  | Text                                                                       |
| --------- | ----------- | -------- | ------------ | -------- | -------------- | -------------------------------------------------------------------------- |
| 1899–1903 | Triciclo    | 1        | 70           | 70       | 269            | Dreirad mit einzelnem Vorderrad nach Art des De-Dion-Bouton-Motordreirads. |
| 1899–1903 | Quadriciclo | 1        | 70 74        | 70 76    | 269 327        | Quadricycle mit Motor von De Dion-Bouton.                                  |
| 1899–1900 | 2 ¼ HP      | 1        | 70           | 70       | 269            | Mit Motor von De Dion-Bouton im Heck.                                      |
| 1900      | 4 HP        | 1        |              |          |                | Dreisitzer.                                                                |
| 1900–1903 | 4 ½ HP      | 1        | 84           | 90       | 499            | Mit Frontmotor von De Dion-Bouton                                          |
| 1901–1903 | 8 HP        | 1        | 100          | 120      | 942            | Mit Frontmotor.                                                            |
| 1902–1903 | 6 HP        | 1        | 90           | 110      | 700            | Mit Frontmotor.                                                            |
| 1902      | 6 ½ HP      | 1        |              |          |                | Mit Frontmotor von De Dion-Bouton                                          |
| 1902–1903 | 10 HP       | 2        |              |          |                |                                                                            |
| 1902–1907 | 16 HP       | 4        |              |          |                |                                                                            |
| 1902      | 20 HP       | 4        |              |          |                |                                                                            |
| 1903–1905 | 12 HP       | 4        |              |          |                |                                                                            |
| 1905      | 16-24 HP    | 4        |              |          |                |                                                                            |
| 1906      | 16/22 HP    | 4        | 105          | 130      | 4503           |                                                                            |
| 1906      | 24/40 HP    | 4        | 125          | 150      | 7363           |                                                                            |
| 1906–1918 | Tipo C      | 4        | 100          | 140      | 4398           | Nachfolger des 16/22 HP. Auch als Nutzfahrzeug.                            |
| 1906–1915 | Tipo D      | 4        | 130          | 160      | 6720 8495      | Nachfolger des 24/40 HP.                                                   |
| 1906–1916 | Tipo G      | 4        | 90 0         | 115 0    | 2926 3200      | Auch als Nutzfahrzeug.                                                     |
| 1907      | 15 HP       | 4        |              |          |                |                                                                            |
| 1907–1912 | 20/30 HP    | 4        | 110          | 130      | 4942 5702      | Angeboten in Großbritannien.                                               |
| 1907      | 120 HP      | 4        | 145 130      | 121      | 7992 6424      | Rennwagen.                                                                 |
| 1908–1910 | 70 HP       | 4        | 150          | 150      | 10603          | Angeboten in Großbritannien.                                               |
| 1908–1916 | Tipo A      | 4        | 75           | 120      | 2121           | Nachfolger von 15 HP und 16 HP. Auch als Nutzfahrzeug.                     |
| 1908–1915 | Tipo E      | 4        | 130          | 150      | 7964           |                                                                            |
| 1913      | 30/35 HP    | 4        | 110          | 150      | 5702           | Angeboten in Großbritannien.                                               |
| 1914–1918 | Tipo M      | 4        | 95           | 130      | 3686           | Militärversion des Tipo B.                                                 |
| 1914–1920 | Tipo S      | 4        | 60 65        | 110      | 1244 1460      |                                                                            |
| 1916–1920 | Tipo B      | 4        | 90 95        | 130      | 3308 3686      |                                                                            |
| 1919–1922 | Tipo 12     | 4        | 70           | 110      | 1693           | Nachfolger des Tipo S. Teil der Baureihe 12/20 HP.                         |
| 1919–1922 | Tipo 15     | 4        | 70           | 110      | 1693           | Nachfolger des Tipo S. Teil der Baureihe 12/20 HP.                         |
| 1922      | Due litri   | 4        | 69,9         | 130      | 1995           | Rennwagen.                                                                 |
| 1922–1924 | Tipo 18     | 4        | 72           | 120      | 1954           |                                                                            |
| 1923–1925 | Tipo 16     | 4        | 70           | 110      | 1693           | Nachfolger von Tipo 12 und Tipo 15. Teil der Baureihe 12/20 HP.            |
| 1924–1929 | Tipo 20     | 4        | 78           | 120      | 2294           | Nachfolger des Tipo 18.                                                    |
| 1924–1927 | S 4         | 4        | 64           | 100      | 1287           | Nachfolger des Tipo 16.                                                    |
| 1925–1926 | Tipo 84     | 4        | 64           | 100      | 1287           | Variante des S 4.                                                          |
| 1927–1928 | V 3-S 7     | 8        | 68           | 94       | 2731           | Mit Achtzylindermotor.                                                     |
| 1928–1934 | S 5         | 4        | 64 68        | 100      | 1287 1453      | Nachfolger des S 4.                                                        |
| 1929–1934 | S 8         | 8        | 68 68,5      | 94 100   | 2731 2905 2948 | Nachfolger des V 3-S 7. Ebenfalls mit Achtzylindermotor.                   |
| 1934–1939 | S 9         | 4        | 68           | 100      | 1453           | Nachfolger des S 5.                                                        |
| 1938–1939 | S 6         | 6        | 68           | 100      | 2179           | Mit Sechszylindermotor.                                                    |
| 1938–1940 | VM 6 C      | 6        | 68           | 100      | 2179           | Militärversion des S 6                                                     |

## Lastkraftwagen

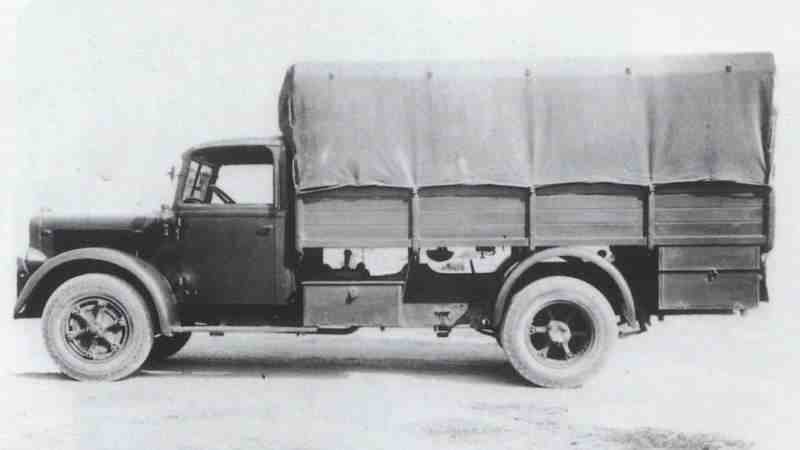
Bianchi Mediolanum

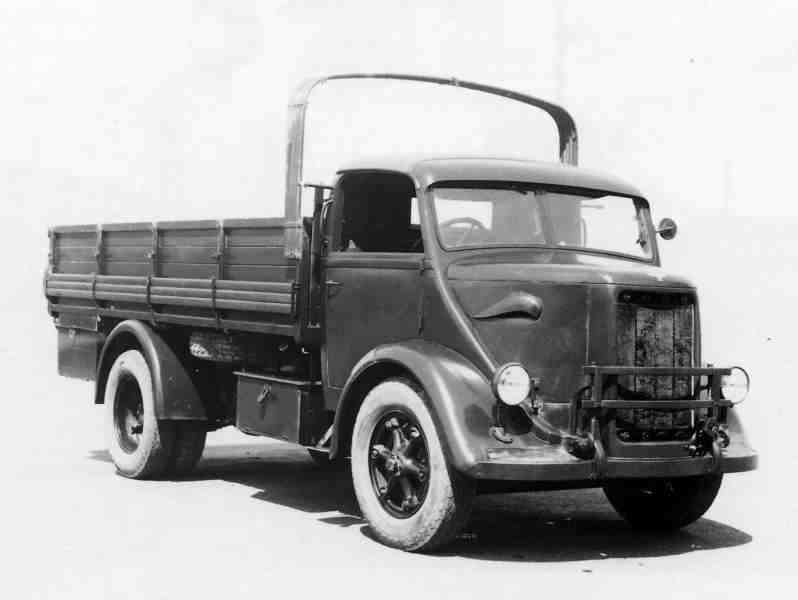
Bianchi Miles

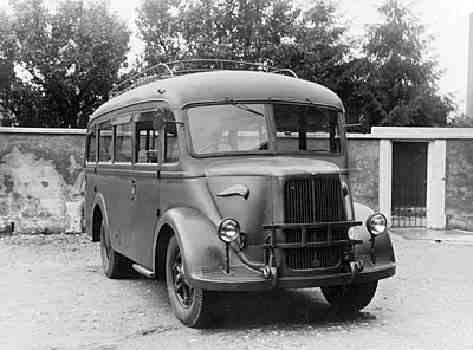
Bianchi Miles als Omnibus

Die ersten Nutzfahrzeuge dürfte Bianchi kurz nach Aufnahme des Pkw-Baues gebaut haben, jedoch nur in geringer Zahl und als Lieferwagen- und Kleinbus-Varianten der jeweiligen parallel gebauten Pkw-Typen.
Die ersten „richtigen“ Lastkraftwagen in nennenswerten Stückzahlen entstanden ab etwa 1912, wobei man auch bei diesen zumindest die Motoren aus dem Pkw-Programm (Tipo G, Tipo B) verwendete. Sie hatten Nutzlasten zwischen 1,5 und 3 Tonnen.
Im Ersten Weltkrieg, in den Italien Ende Mai 1915 eintrat, baute Bianchi von Mai 1915 bis November 1918 insgesamt 505 Lkw, die eine Nutzlast von 2 bis 2,5 Tonnen und entweder den 3308-cm³-Motor des Tipo B oder einen von diesem abgeleiteten und auf 95 mm Bohrung aufgebohrten Motor (3686 cm³) hatten. Mit Ende des Ersten Weltkrieges gab Bianchi die Lkw-Produktion zunächst auf: Das italienische Heer hatte viele Lkw, die es in Friedenszeiten nicht mehr benötigte, und die daher meistbietend versteigert wurden. Dadurch entstand ein noch über Jahre hinweg bestehendes Überangebot an Lkw, die den zivilen Markt völlig sättigten.
1935 wurde erneut mit dem Lkw-Bau begonnen, als absehbar war, dass die Pkw-Fertigung nicht mehr in rentablen Stückzahlen aufrechterhalten werden konnte. Zunächst entstand der Bianchi Mediolanum 36 mit Vierzylinder-5-Liter-Dieselmotor (Lizenz Daimler-Benz) mit 60 PS und 3 Tonnen Nutzlast. Ab 1936 hieß das Fahrzeug Mediolanum 68 und erhielt einen neuen Motor, erneut Daimler-Benz-Lizenz.
Ab 1939 leistete der Motor 65 PS, der Lkw hieß jetzt Mediolanum Miles und erhielt ein neues Führerhaus mit verkürzter Schnauze. Ab 1940 wurden bestimmte Lkw-Teile wie z. B. die Ladepritsche und anderes zur Erleichterung des Kriegsgebrauchs vereinheitlicht, der Lkw hieß jetzt Bianchi Miles Unificato. Für das italienische Heer wurden zwischen 1940 und 1943 insgesamt 4.622 Stück dieser Variante bestellt, von Oktober 1943 bis Dezember 1944 wurden an die Wehrmacht 102 Stück ausgeliefert. Neben Ausführungen als Pritschenwagen gab es von allen vorgenannten Typen auch solche mit Bus-Aufbau. Nach dem Krieg wurde der Typ unter der Bezeichnung Bianchi Civis 46 für den zivilen Markt in etwa 1000 Stück jährlich weiter produziert. Von 1935 bis 1945 dürften weit über 10.000 Lkw von Bianchi gebaut worden sein.
Nach dem Zweiten Weltkrieg entstanden bei Bianchi verschiedene leichte Lkw in Frontlenker-Bauart. 1955 übernahm Fiat das angeschlagene Unternehmen, das ab da unter dem Namen Autobianchi Nutzfahrzeuge und ab 1957 auch wieder Personenkraftwagen produzierte.

## Panzerwagen
Bianchi baute ferner 1912 den ersten italienischen Panzerwagen. Es handelte sich um einen aus 6-mm-Stahlblechen zusammengesetzten Panzeraufbau, der auf ein LKW-Fahrgestell gesetzt wurde, und der mit einem Maschinengewehr im Drehturm versehen war. Der Wagen hatte den 8-Liter-50-PS-Motor vom Tipo E. 1912 entstand im Rahmen des italienisch-türkischen Krieges ein erster Prototyp, der aber nur in der Heimat getestet wurde und nicht an die Front gelangte. 1915 bei Eintritt Italiens in den Ersten Weltkrieg entstand ein weiterer Prototyp, Modell 15 genannt, und 1916 die letzten beiden Prototypen als Modell 16. In Serie ging das Fahrzeug nicht. Die italienische Armee beschaffte stattdessen den Lancia 1Z.